# Saccharophagus degradans
Saccharophagus degradans (fostă Microbulbifer degradans) este o bacterie marină gram-negativă cunoscută pentru faptul că degradează o serie de polizaharide complexe ca sursă de energie. S-a demonstrat, de asemenea, că S. degradans fermentează xiloza în etanol. În cadrul unor studii recente, Saccharophagus degradans din Chesapeake Bay a fost utilizat în mod eficient pentru a produce etanol celulozic. Producția de etanol celulozic prin intermediul acțiunii bacteriene ar putea fi cheia producției ieftine de etanol celulozic pentru producția de bioetanol pe piața globală de masă. În prezent, acesta este produs prin mijloace cum ar fi gazificarea. S. degradans este singura specie din genul său nou creat.